# 马西纳帝国
马西纳帝国（1818年—1862年），又称马西纳迪纳、塞斯圣战国和哈姆杜拉希哈里发国，是一个19世纪初期以内尼日尔三角洲地区为中心的富拉尼聖戰国，位于今马里的莫普提和塞古地区。它的首都是哈姆杜拉希。

## 历史
该地区的富拉尼人几个世纪以来一直是大国的附庸，这些大国包括马里帝国 （13—14世纪）、桑海帝国（15世纪）、摩洛哥的廷巴克图帕夏（16世纪）和塞古帝国（17世纪）。
到了十九世纪初，这些大国的国力衰退并被在豪萨地区发动穆斯林起义的奥斯曼·丹·福迪奥摧毁，传教士兼社会改革者阿赫马杜·洛博开始努力在他的家乡进行宗教复兴。早期的奋斗使他成为了马西纳的领导者，并且在1818年阿赫马杜·洛博发起了一场圣战来对抗班巴拉帝国。快速扩张的帝国在1819年取得杰内并在1820年于哈姆拉达希建立首都。
在帝国的全盛时期，有一支一万人的军队驻扎在城市中，阿赫马杜·洛博下令建立六百所伊斯兰学校来进一步传播伊斯兰教。他依照伊斯兰法，禁止了酒精、烟草和歌舞，同时他建立一个保障寡妇和孤儿生活的社会福利系统。一条反对奢侈的伊斯兰禁令驱使阿赫马杜下令停止建立杰内大清真寺，同时他还命令未来建立的清真寺要降低高度并去除一切装潢和宣礼塔。
帝国最伟大的成就之一就是发布了一个用于管理内尼日尔三角洲地区的牧民和农业社区的法典。
在1825年，阿赫马杜·洛博征服了廷巴克图。他死于1845年，并把对帝国的统治转让给了他的儿子阿赫马杜二世。阿赫马杜二世则把王位传给了他的儿子阿赫马杜三世。
在1862年，图库洛尔帝国的统治者哈迪·乌玛·塔尔从他的新占领地塞古着手进行了一次对马西纳的进攻。在一系列血腥的战役后，他于3月16攻入哈姆拉达希，并稳定了当地的局势。阿赫马杜三世被抓获然后被杀死。尽管阿赫马杜三世的兄弟巴·洛博进行了短暂的抵抗，但是这次破坏着实标志着马西纳帝国的终结。

## 延伸阅读
- Bâ, Amadou Hampâté; Daget, Jacques. . Mouton. 1962 （法语）.
- Brown, William A. . Cahiers d'études africaines. 1968, 8 (31): 428–434  [2016-01-31]. doi:10.3406/cea.1968.3136. （原始内容存档于2015-09-24）.
- Klein, Martin. . Cambridge University Press. 1998. ISBN 0-521-59678-5.
- Roberts, Richard L. . Stanford, CA: Stanford University Press. 1987. ISBN 0-8047-1378-2.
- Sanankoua, Bintou. . Paris: Karthala Editions. 1990. ISBN 978-286537234-8 （法语）.